# Batalla de Montejurra (1874)
La segunda batalla de Montejurra, sería el enfrentamiento definitivo de la tercera guerra carlista, entre los carlistas y los alfonsinos, resultando victorioso el bando alfonsino. 

## La batalla
El 16 de febrero de 1876 las tropas alfonsinas al mando de Domingo Moriones habían partido con su monarca y el general Serrano desde Pamplona en busca de lo que quedaba de las tropas carlistas en Navarra, avistando el 17 de febrero al ejército carlista atrincherado en lo alto de la montaña Montejurra iniciando una ofensiva a las 12:00 del medio día, para tomar la montaña. Tras varias horas de bombardeos y combates la batalla finalizaría con la toma del pico de la montaña al caer la tarde, donde los pocos defensores que quedaban, que se habían atrincherado en una pequeña cabaña, deciden rendirse, su general, Mendiry, consiguió escapar y refugiarse en Francia junto con el pretendiente carlista.